# Siolim
Siolim là một thị trấn thống kê (census town) của quận North Goa thuộc bang Goa, Ấn Độ.

## Nhân khẩu
Theo điều tra dân số năm 2001 của Ấn Độ, Siolim có dân số 10.311 người. Phái nam chiếm 48% tổng số dân và phái nữ chiếm 52%. Siolim có tỷ lệ 82% biết đọc biết viết, cao hơn tỷ lệ trung bình toàn quốc là 59,5%: tỷ lệ cho phái nam là 87%, và tỷ lệ cho phái nữ là 77%. Tại Siolim, 9% dân số nhỏ hơn 6 tuổi.